# Якутск
Яку́тск (на руски: Якутск; на якутски: Дьокуускай) е град в Русия, столица на Якутия. Разположен е на брега на река Лена, в средното и течение. Това е най-големият град разположен в зона на вечна замръзналост. Населението на града е 303 836 души по данни от преброяването през 2016 година, което съставлява около 22% от населението на Якутия.

## История
Основан е през 1632 г. от Пьотър Бекетов като крепост (острог) под името Ленский. Още от възникването си там живеят 30 души. Якутите го обсаждат през 1934 г. През 1643 г. е преименуван на Якутск и получава статут на град. От 1708 г. е подчинен на Сибирската губерния. През 1822 г. получава статут на областен град.
Якутск се разраства значително в края на 19 век и началото на 20 век, когато в областта са открити находища на злато. По това време е прокарано електричество и телефонна линия. В хода на гражданската война в Русия за града се водят немалко сражения. В началото на 1923 г. тук се провежда последното голямо сражение между Белогвардейците и Червената армия, след което в града окончателно е установена съветска власт. Градът е столица на Якутия (по това време Якутска АССР) от 1922 г.
По времето на сталинизма градът бързо се индустриализира, благодарение на хилядите затворници, които работят из якутските ГУЛАГ. През Втората световна война в Якутск е създадено управление на въздушните превози, чрез които САЩ изпращат на СССР подкрепления по програмата ленд-лийз.
След войната в града е създаден строителен комплекс, разширяват се дърводобивните предприятия, развиват се въгледобивът и хранителната промишленост. Якутск се превръща във важен възел на водния, автомобилния и въздушния транспорт.

## Население
| 1856    | 1897    | 1913    | 1926    | 1939    | 1959    | 1967    |
| ------- | ------- | ------- | ------- | ------- | ------- | ------- |
| 2800    | 6535    | 10 300  | 11 000  | 53 000  | 74 330  | 100 000 |
| 1970    | 1973    | 1975    | 1976    | 1979    | 1982    | 1985    |
| 107 617 | 126 000 | 137 000 | 137 000 | 152 368 | 165 000 | 175 000 |
| 1986    | 1989    | 1990    | 1991    | 1992    | 1993    | 1994    |
| 174 000 | 186 626 | 192 000 | 193 000 | 198 000 | 196 000 | 194 000 |
| 1995    | 1996    | 1997    | 1998    | 1999    | 2000    | 2001    |
| 193 000 | 192 000 | 194 000 | 196 000 | 197 000 | 196 000 | 197 800 |
| 2002    | 2003    | 2004    | 2005    | 2006    | 2007    | 2008    |
| 224 462 | 210 600 | 217 000 | 235 610 | 239 200 | 245 600 | 255 800 |
| 2009    | 2010    | 2011    | 2012    | 2013    | 2014    | 2015    |
| 264 069 | 269 601 | 269 500 | 278 406 | 286 456 | 294 138 | 299 169 |
| 2016    | 2017    | 2018    | 2019    |         |         |         |
| 303 836 | 307 911 | 311 760 | 318 768 |         |         |         |

### Етнически състав
Към 2010 г. в Якутск живеят 140 272 якути, 113 624 руснаци, 3935 украинци, 3004 киргизи, 2870 евенки, 2573 буряти и други етноси. В града живеят и 59 българи.

## Климат
Якутск е разположен в зона на субарктичен климат. Годишните температурни амплитуди са големи. Зимата е дълга и много студена, но лятото може да бъде знойно. Средната годишна температура е -8.8 °C.
| Климатични данни за Якутск            | Климатични данни за Якутск | Климатични данни за Якутск | Климатични данни за Якутск | Климатични данни за Якутск | Климатични данни за Якутск | Климатични данни за Якутск | Климатични данни за Якутск | Климатични данни за Якутск | Климатични данни за Якутск | Климатични данни за Якутск | Климатични данни за Якутск | Климатични данни за Якутск | Климатични данни за Якутск |
| Месеци                                | яну.                       | фев.                       | март                       | апр.                       | май                        | юни                        | юли                        | авг.                       | сеп.                       | окт.                       | ное.                       | дек.                       | Годишно                    |
| Абсолютни максимални температури (°C) | −5,8                       | −2,2                       | 8,3                        | 21,1                       | 31,1                       | 35,1                       | 38,4                       | 35,4                       | 27,0                       | 18,6                       | 3,9                        | −3,9                       | 38,4                       |
| Средни максимални температури (°C)    | −35,1                      | −28,6                      | −12,3                      | 1,7                        | 13,2                       | 22,4                       | 25,5                       | 21,5                       | 11,5                       | −3,6                       | −23,1                      | −34,3                      | −3,4                       |
| Средни температури (°C)               | −38,6                      | −33,8                      | −20,1                      | −4,8                       | 7,5                        | 16,4                       | 19,5                       | 15,2                       | 6,1                        | −7,8                       | −27                        | −37,6                      | −8,8                       |
| Средни минимални температури (°C)     | −41,5                      | −38,2                      | −27,4                      | −11,8                      | 1,0                        | 9,3                        | 12,7                       | 8,9                        | 1,2                        | −12,2                      | −31                        | −40,4                      | −14,1                      |
| Абсолютни минимални температури (°C)  | −63                        | −64,4                      | −54,9                      | −41                        | −18,1                      | −5,4                       | −1,5                       | −7,8                       | −14,2                      | −40,9                      | −54,5                      | −59,8                      | −64,4                      |
| Средни месечни валежи (mm)            | 9                          | 8                          | 7                          | 8                          | 20                         | 35                         | 39                         | 37                         | 31                         | 18                         | 16                         | 10                         | 238                        |
| Дни със снежна покривка               | 31                         | 28                         | 31                         | 26                         | 1                          | 0                          | 0                          | 0                          | 1                          | 19                         | 29                         | 30                         | 195                        |
| ------------------------------------- | -------------------------- | -------------------------- | -------------------------- | -------------------------- | -------------------------- | -------------------------- | -------------------------- | -------------------------- | -------------------------- | -------------------------- | -------------------------- | -------------------------- | -------------------------- |
| Източник: Погода и Климат             |                            |                            |                            |                            |                            |                            |                            |                            |                            |                            |                            |                            |                            |

## Икономика
Якутск е търговският и бизнес центърът на Якутия. Районът на Якутск произвежда една пета от световните диаманти. Добиват се и въглища. Електроенергия се добива в 2 ТЕЦ-а, които представляват над половината промишленост на града. Развити са хранително-вкусовата, кожарската и дървообработващата промишленост. Произвеждат се строителни материали.

### Транспорт
Градът е важно пристанище на левия бряг на Лена. Поради липсата на железопътна линия до града, по-голямата част от стоките пристигат до Якутск чрез речен транспорт. Има пътнически линии по реката до Ольокминск, Сангар, Жиганск и Тикси.
Автомобилният транспорт до града е по-сложен, тъй като федералният път „Лена“ свършва в селището Нижни Бестях, разположено на отсрещния бряг на реката. Все пак, от Нижни Бестях започва Колимската магистрала, по която може да се стигне до Магадан. През зимните месеци е възможно пътуване и по замръзналата повърхност на река Лена. През пролетта, когато по реката тръгнат ледове, до Якутск може да се стигне единствено чрез въздушен транспорт.
Въздушният транспорт е представен от две летища: летище Якутск, което е основно и международно летище, и летище Маган, изпълняващо резервна функция.
Градският транспорт е представен от автобусни линии и таксита.

## Култура
Има университет и речно, медицинско, педагогическо, музикално и художествено училище. Културен център на Якутия.

## Побратимени градове
- Дармщат, Германия
- Йелоунайф, Канада
- Мураяма, Япония
- Феърбанкс, САЩ
- Харбин, Китай
- Чангуон, Южна Корея
- Несебър, България

## Галерия
- Отпред: възстановената сграда на Руско-азиатската банка от ХІХ в. с крепостната кула отляво (символ на града). Отзад: сградата на Комитета по скъпоценните метали.
- На речната гара.
- Изглед към централната част.
- Североизточният федерален университет. Корпус на факултетите на естествените науки.